# 川口松太郎
川口 松太郎（かわぐち まつたろう、1899年（明治32年）10月1日 - 1985年（昭和60年）6月9日）は、日本の小説家、劇作家。本名松田松一とする資料もある。東京市浅草区生まれ。芸道物、明治物、時代物、現代風俗物と広く執筆。巧みな筋立てと独自の話術で庶民情緒を描いた大衆小説で多くの読者を獲得した。また、松田昌一の名で映画・演劇脚本も手がけ、大映専務などを務めた。特に、新生新派の主事として自作小説の脚色や演出を担当、昭和期の新派に欠かせない人気作家となり、作品の多くは新派の代表的演目となった。第1回直木賞受賞者で、映画化され大流行した『愛染かつら』の作者としても知られる。芸術院会員。文化功労者。
後妻は女優の三益愛子。三益との子は俳優の川口浩（長男）、川口恒（次男）、川口厚（三男）、元女優で陶芸家の川口晶（国重晶）（長女）。

## 生涯と作品

### 生い立ち
東京市浅草区浅草今戸町（現在の東京都台東区今戸）の今戸八幡境内下に住む、島岡春吉姉よね私生児川口竹次郎庶子認知入籍とされると戸籍にはあり、実の両親が誰かは知られていない。島岡よねがどういう人物かは分からず、養父の川口竹次郎は大酒飲みの左官職であった。かつて今戸に弾左衛門支配下の浅草新町が存在したことから被差別部落出身という説がある。また華族の落胤との説もあり、赤ん坊の頃に養育費を送られた時の奉書があったのを本人は覚えているが関東大震災で焼けてしまった。
今戸小学校に通い、4年生で中退して洋品屋の丁稚として働くが、義務教育が2年延長されたので山谷堀小学校に入る。山谷堀小学校の同級生に溝口健二、前田重信（狐泉）がいた。優等生で卒業したが、上の学校には進めず、山谷町の質屋、浅草伝法院脇の古本の露天商、象潟警察署の給仕などの仕事をし、逓信省の電信技師の試験を受けて埼玉や栃木の電信局にも勤めた。栃木県芳賀郡にあった祖母井郵便局には1915年（大正4年）から1年間勤めた。この頃から小説を書き始め、今戸に越して来た生田蝶介の世話で、17歳の時に『講談雑誌』に「流罪人藤助」を掲載され文壇デビューを果たす。この生田の勉強会では前田とともに岩田専太郎とも親しくなり、博文館系の雑誌に新講談、探偵実話、コマ絵小説などに岩田の挿絵を添えて持ち込んで、原稿料を稼いだ。

### 人気作家となる

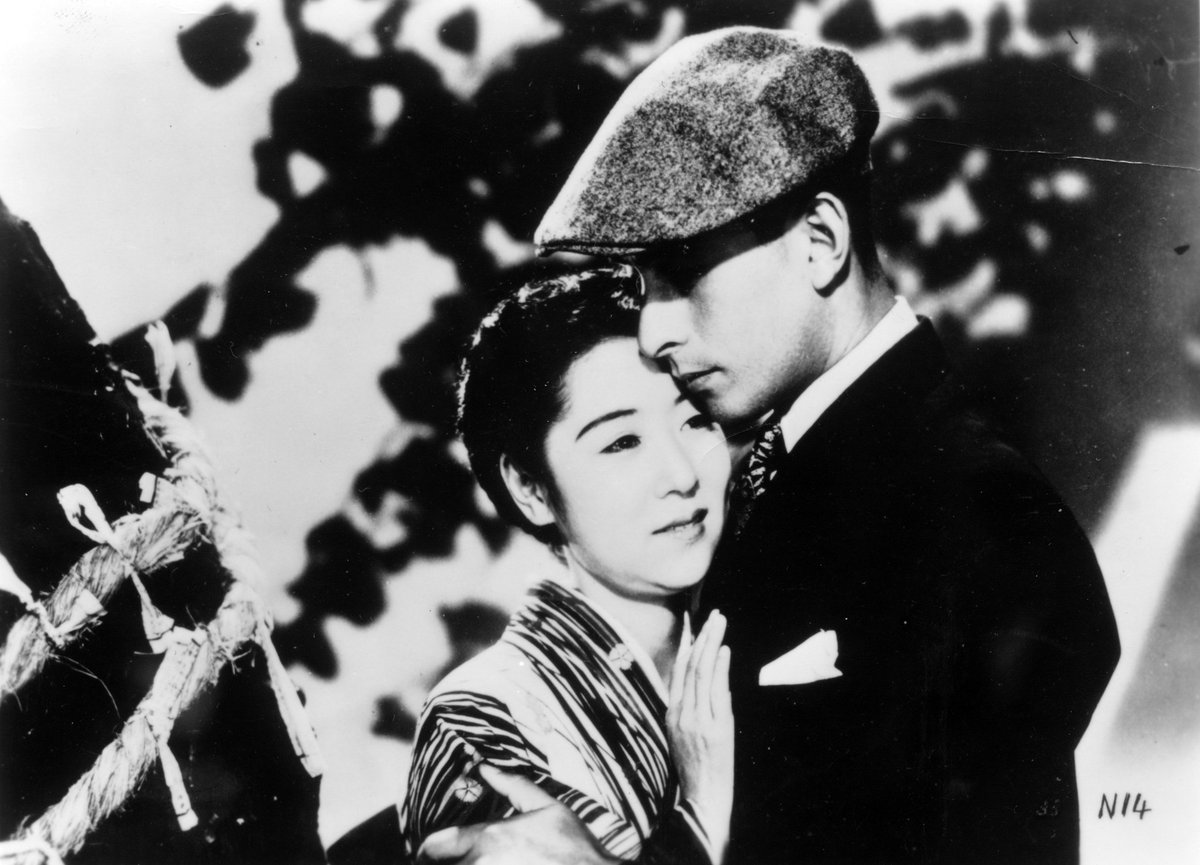
映画『愛染かつら』(1938年)の上原謙と田中絹代

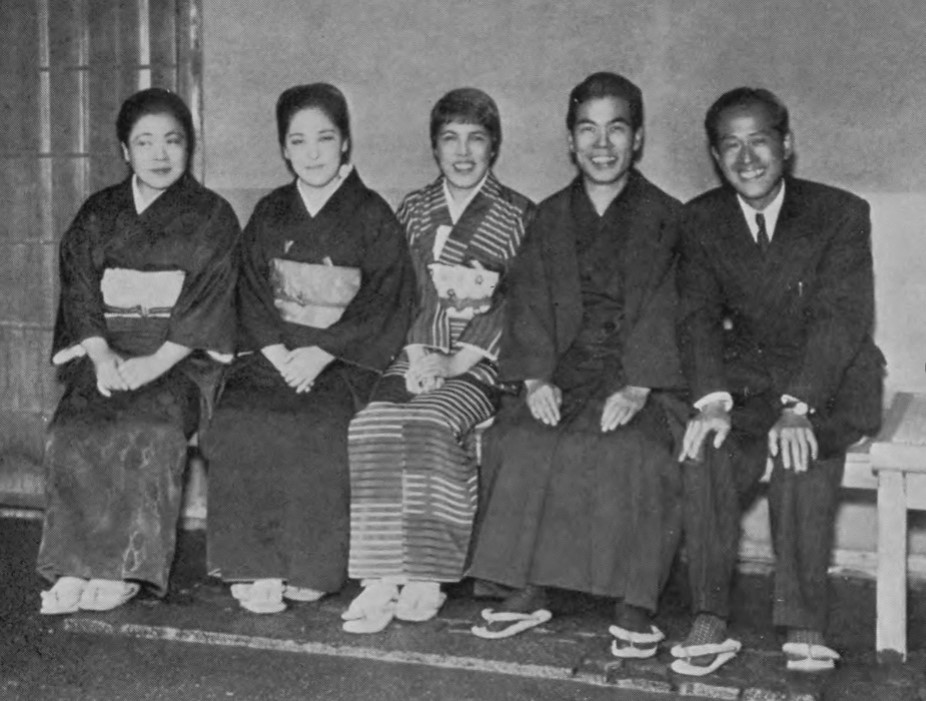
左から一人おいて、森田たま、吉屋信子、吉川英治、川口松太郎。1941年、鎌倉市にて。

19歳の時に養父が亡くなり、養母も実家に帰り、天涯孤独の身となる。麹町平河天神境内の借間に住み、その後『文藝倶楽部』編集長の森暁紅の紹介で、深川の講談師で速記講談の売れっ子だった悟道軒円玉の家に住み込んでその口述筆記を手伝い、漢詩や江戸文学の素養も積んだ。また円玉の紹介で久保田万太郎に師事し、また久保田の紹介で小山内薫の脚本研究会に参加、やまと新聞の記者などを勤める。1922年（大正11年）に坪内逍遥らが選者となって帝国劇場創立10周年記念の戯曲募集があり、松太郎の応募した「出獄」が、永井龍男らとともに入選した。
1923年（大正12年）の関東大震災の後、小山内の薦めで大阪のプラトン社に岩田とともに勤め、直木三十五と共に働き、『苦楽』の編集に当たる。1926年（大正15年）に帰京し、小説や随筆、戯曲などを執筆。1930年頃からは『講談倶楽部』で、現代物小説や映画読物などを執筆し、1931年（昭和6年）から翌年にかけて連載した「女優情艶史」は評判が高く、次いで時代物の「湯檜曾の平太郎」「萩寺長七」などを執筆。
1933年（昭和8年）11月、不良華族事件の捜査の過程で文士らによる常習賭博が明らかになり、久米正雄、 里見弴らとともに検挙され、罰金刑を受ける。
1934年（昭和9年）に『オール讀物』に掲載した明治時代の芸人世界を舞台にした人情もの「鶴八鶴次郎」の評判が良く、1935年（昭和10年）から老舗の料理屋をめぐる人情話「風流深川唄」を連載。これらの明治物により、この年の第1回直木賞で、当時菊池寛と親しかった『日の出』編集者の和田芳恵、『講談倶楽部』編集者萱原宏一などの推薦で受賞。続いて花井お梅の事件をモデルにしたと言われる『明治一代女』執筆。その後『愛染かつら』は身分違いの男女の恋愛とすれ違いの展開で、当時のベストセラーとなり、田中絹代・上原謙の主演による映画化も爆発的なヒットとなって、一躍花形作家となった。
1940年（昭和15年）に劇団新生新派主事となり演劇界で活躍。また戦後の1947年（昭和22年）に大映製作担当専務、監査役となり、映画界にも貢献。この年『日本小説』創刊号では、和田芳恵の依頼で關伊之助のペンネームで書いた現代ものの中編小説「裸婦」も評判となった。1949年（昭和24年）に直木賞が再開されると選考委員となり、以後第80回まで30年間務める。

### 晩年の活動

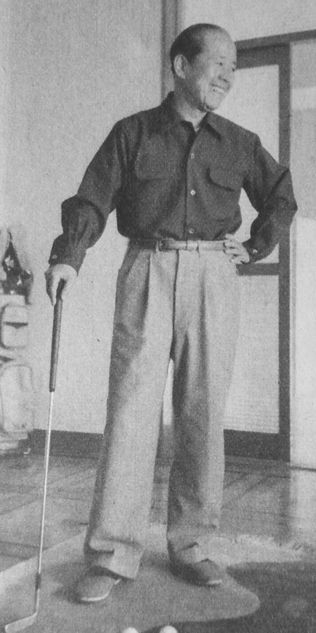
1954年

数多くの時代小説や恋愛小説などを書き、時代小説では『新吾十番勝負』『皇女和宮』『女人武蔵』、現代ものでは銀座の女達を描く『夜の蝶』、京都の映画業界と色街を題材にした『古都憂愁』、長編自伝小説『破れかぶれ』などが代表作。妻の死後『愛子いとしや』を上梓して話題となった。『新吾十番勝負』のあとがきでは「私は自分をストオリイテラーだと思っている。王朝時代には『語りべ』という職業があったと聞くが、私はその『語りべ』になりたい」と述べている。『しぐれ茶屋おりく』は2007年（平成19年）、ロイヤル・タイラーによって英訳が刊行された。
1952年（昭和27年）から1959年（昭和34年）までミス・ユニバース日本大会、1956年（昭和31年）から1959年（昭和34年）までミス・ワールド日本大会の審査委員長も務めた。
1960年（昭和35年）に明治座取締役制作部長、浪花楽天地監査役。東宝のプロデューサー池野満の企画により、劇作家の生活向上を目的として、川口松太郎、中野実、北條秀司、菊田一夫で「劇作家四人の会」を結成。1964年（昭和39年）、文京区小石川水道町（現在の春日）へ移住、ここから亡くなるまで約20年間暮らすこととなる。1966年（昭和41年）、日本芸術院会員（第三部・演劇）。1973年（昭和48年）、文化功労者。
1982年（昭和57年）1月18日、後妻・三益愛子に膵臓癌により71歳で先立たれる。その頃から体調を崩して入退院を繰り返し、三益の死から3年後の1985年（昭和60年）6月9日、肺炎により東京女子医科大学病院にて死去。享年85歳。没後、晩年の傑作『一休さんの門』の続編『一休さんの道』約千枚の原稿が発見され、新聞に連載された。のちに浅草観音堂東の三社境内に、「生きるということむずかしき夜寒かな」という句碑が建てられた。春日の自宅建て替えを兼ね完成した重厚なデラックスマンション“川口アパートメント”は現存。筒井康隆の小説『大いなる助走』の鰊口冗太郎のモデルである。

## 受賞歴
- 1935年（昭和10年）　『鶴八鶴次郎』『風流深川唄』などで第1回直木賞
- 1959年（昭和34年）　毎日演劇賞
- 1963年（昭和38年）　第11回菊池寛賞
- 1969年（昭和44年）　『しぐれ茶屋おりく』で第3回吉川英治文学賞
- 1973年（昭和48年）　文化功労者

## 著書
- 『映画とレヴユー』古川緑波共著 誠文堂文庫 1932
- 『恋愛三十年』新鋭大衆小説全集 アトリエ社 1936
- 『明治一代女・鶴八鶴次郎』新小説社 1936（「鶴八鶴次郎」『オール讀物』1934年10月号、「明治一代女」『オール讀物』1935年9-12月号）のち新潮文庫、中公文庫
- 『黒潮』大日本雄弁会講談社 1939
- 『三味線武士・晴小袖』非凡閣(新作大衆小説全集 第24巻)　1940
- 『蘇州の夜』矢貴書店、1941　ゆまに書房(復刻版「帝国」戦争と文学)　2005
- 『幕末十剣士』蒼生社 1941
- 『愛染かつら』矢貴書店 1942（『婦人倶楽部』1937年1月-1938年5月）
- 『国民花』矢貴書店 1942
- 『老春』小峰書店 1943
- 『アッツ玉砕』非凡閣 1944
- 『芸道一代男』矢貴書店 1946
- 『蛇姫様』矢貴書店出版部 1946（『東京日日新聞』1939年10月8日-1940年7月11日）　のち春陽文庫
- 『女』矢貴書店 1947
- 『明治美人館』矢貴書店 1947
- 『恋愛ごっこ』矢貴書店 1948
- 『愛する権利』矢貴書店 1948
- 『編笠権八』北光書房 1948
- 『浅草女房』北光書房 1948
- 『紅夜叉』矢貴書店(新作時代長篇名作選集 第1)　1950
- 『桜吹雪』矢貴書店(大衆代表長篇名作選集)　1951
- 『風流悟道軒』桃源社 1952
- 『振袖狂女』毎日新聞社 1952
- 『魔笛』産業経済新聞社 1952
- 『子育て文七』桃源社 1953
- 『日光月光』桃源社 1953
- 『皇女和の宮』朝日新聞社 1953  のち徳間文庫
- 『雨月物語』桃源社 1954
- 『獅子丸一平』毎日新聞社 1955－56
- 『人情馬鹿物語』新潮社 1955（『小説新潮』1954年1-12月） のち講談社文庫 論創社、2009
- 『花真珠』桃源社 1955
- 『振袖御殿』桃源社 1955
- 『俺は藤吉郎 川口太閤記』全13巻 新潮社 1955－60
- 『珠はくだけず』平凡出版(平凡映画小説シリーズ)　1955
- 『風流剣士』桃源社(新撰大衆小説全集)　1955
- 『うた姫静』桃源社 1956
- 『楊貴妃』河出新書 1956
- 『新吾十番勝負』全4巻 新潮社 1957-59（『朝日新聞』1957年5月18日-1959年6月24日）  のち新潮文庫、嶋中文庫
- 『顔と心』大日本雄弁会講談社 1957
- 『夜の蝶』大日本雄弁会講談社 1957
- 『くちづけ』角川小説新書 1957
- 『非情物語』講談社 1958
- 『生きるという事』文藝春秋新社 1959
- 『飯と汁』講談社 1960
- 『源太郎船』新潮社 1960
- 『サロメの白粉』講談社 1960
- 『新吾二十番勝負』全4巻 新潮社 1961－62
- 『新源氏物語』文藝春秋新社 1962
- 『新吾番外勝負』新潮社 1962
- 『妻の持つ扇』桃源社 1962
- 『女であるふしあわせ』新潮社 1963
- 『信吉人情ばなし』桃源社 1963
- 『美しき三婚』桃源社 1964
- 『桜伝内』新潮社 1964
- 『破れかぶれ』毎日新聞社 1965
- 『女人武蔵』朝日新聞社 1965 のち徳間文庫
- 『古都憂愁』桃源社 1965
- 『役者　小説花柳章太郎』新潮社 1966
- 『商魂さん』桃源社 1967
- 『日蓮』講談社 1967
- 『悪源太郎』新潮社 1967（『読売新聞』1966年2月11日-1967年6月20日）  のち徳間文庫
- 『窯ぐれ女』毎日新聞社 1968
- 『しぐれ茶屋おりく』講談社 1969 のち中公文庫
- 『鏡台前人生』サンケイ新聞社 1970
- 『投げ縄秀』講談社 1972
- 『人生悔いばかり』講談社 1973
- 『生きてゆく』講談社 1975
- 『在五中将在原業平』講談社 1979
- 『お与津御寮人』読売新聞社 1979
- 『孤愁和泉式部』講談社 1981
- 『八重子抄』中央公論社 1981
- 『愛子いとしや』講談社 1982　のち同文庫
- 『久保田万太郎と私』講談社 1983
- 『忘れ得ぬ人忘れ得ぬこと』講談社 1983
- 『一休さんの門』読売新聞社 1984　のち講談社文庫
- 『歌舞伎役者』講談社 1985（尾上栄三郎）
- 『三人オバン』文藝春秋 1986
- 『一休さんの道』読売新聞社 1986　のち講談社文庫

### 作品集
- 『川口松太郎新選集』全3巻 矢貴書店 1947-48
- 『川口松太郎全集』全16巻 講談社 1967－69
- 『川口松太郎句集』竹頭社 1987
- 『川口松太郎戯曲選』（私家版　川口一族）1991
- 『川口松太郎集』くらしっく時代小説　リブリオ出版 1998

## 映画化
- 『愛染かつら』『新吾十番勝負』については各項を参照。
- 『蛇姫様』
  - 『蛇姫様』東宝、1940年、監督：衣笠貞之助、出演：長谷川一夫、山田五十鈴
  - 『蛇姫道中』大映、1950年、監督：木村恵吾、出演：長谷川一夫、山田五十鈴
  - 『蛇姫様』東映、1954年、監督：河野寿一、出演：東千代之介、星美智子
  - 『蛇姫様』大映、1959年、監督：渡辺邦男、出演：市川雷蔵、嵯峨美智子
  - 『新蛇姫様 お島千太郎』東映、1965年、監督：沢島忠、出演：美空ひばり、林与一
- 『芸道一代男』1941年、監督：溝口健二
- 『名刀美女丸（フランス語版）』1945年、監督：溝口健二
- 『夜の門』1948年、監督：木村恵吾
- 『雨月物語』1953年、監督：溝口健二、出演：田中絹代、京マチ子、森雅之、小沢栄太郎
- 『チャタレイ夫人は日本にもいた』1953年、監督：島耕二、出演：轟夕起子、若尾文子、岡譲司
- 『祇園囃子』1953年、監督：溝口健二、出演：若尾文子、木暮実千代、進藤英太郎
- 『くちづけ』1957年、監督：増村保造、出演：川口浩、野添ひとみ、三益愛子
- 『朱雀門』1957年、監督：森一生、出演：若尾文子、市川雷蔵
- 『大江山酒天童子』1960年、監督：田中徳三、出演：長谷川一夫、市川雷蔵、勝新太郎、本郷功次郎、中村玉緒
- 『新源氏物語』1961年、監督：森一生、出演：市川雷蔵、寿美花代、中村玉緒、若尾文子
- 『古都憂愁 姉いもうと』1967年、監督：三隅研次、出演：藤村志保、八千草薫、若柳菊、伊藤栄子

## テレビドラマ化
- 『御寮人さん』 関西テレビ、1960年10月27日
- 『窯ぐれ女』THK、1969年、演出：平松敏男、出演：大空眞弓、山形勲 、勝呂誉
- 『古都憂愁』NHK総合「銀河ドラマ」1970年